# Nhà thờ chính tòa Badajoz
Nhà thờ chính tòa đô thị Thánh John Báp-tít của Badajoz (tiếng Tây Ban Nha: Catedral metropolitana de San Juan Bautista de Badajoz) là một nhà thờ chính tòa giáo hội Công giáo Rôma ở Badajoz, Extremadura, phía tây Tây Ban Nha. Từ năm 1994, cùng với Nhà thờ chính tòa Vương cung thánh đường Đức Bà Cả, Mérida, là trung tâm của Tổng giáo phận Công giáo Roma Mérida-Badajoz.

## Lịch sử
Sau khi tái chinh phục Badajoz năm 1230 bởi vua Alfonso IX of León, giám mục mới Padro Pérez bắt đầu điều chỉnh thánh đường cũ ở Badajoz Alcazaba (một pháo đài) thành một nhà thờ chính tòa. Một nhà thờ chính tòa mới chưa được bắt đầu cho tới giữa thế kỷ 13. Khu vực được chọn là nhà thờ Visigothic và Mozarabic trước đây ở Campo de San Juan, nằm ngoài thành đá.

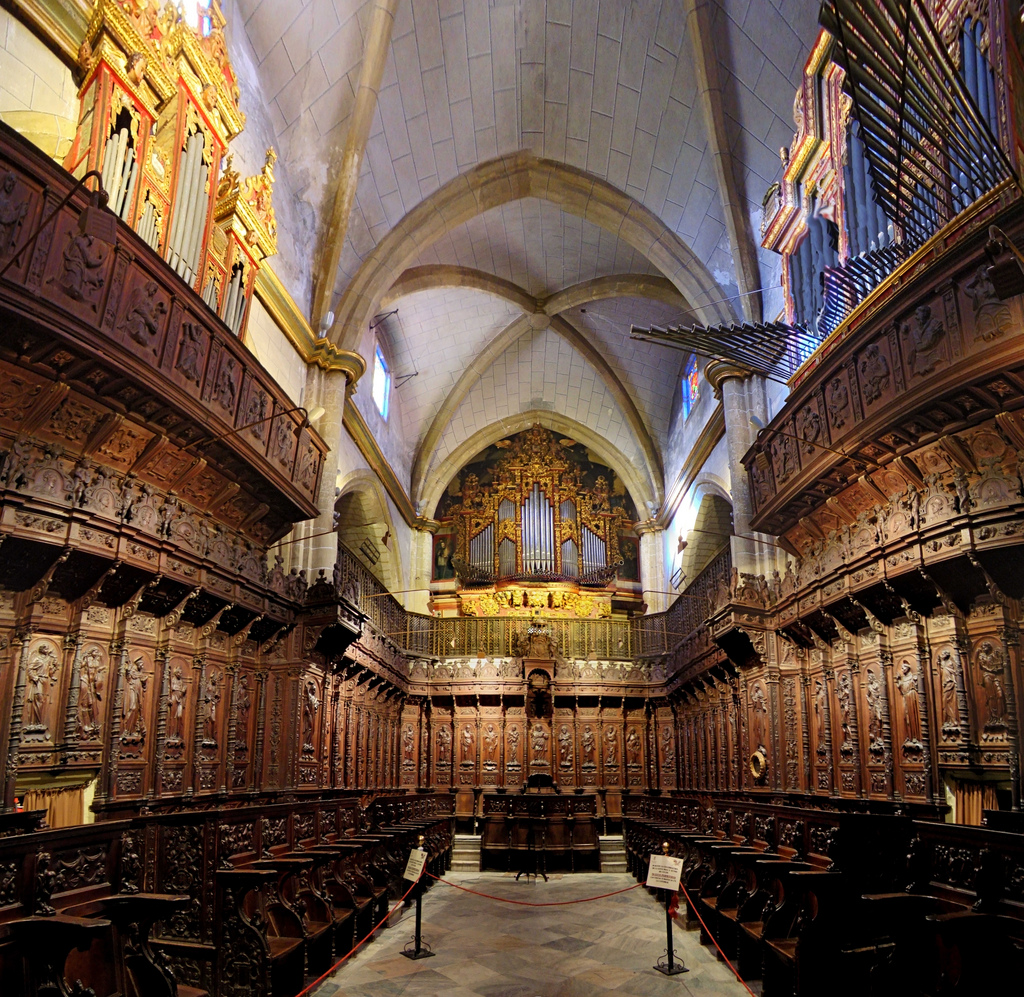
Cảnh dàn hợp xướng.

Năm 1270, mặc dù công việc xây dựng chưa hoàn thành, nhà thờ chính tòa được cung hiến cho Gioan Baotixita. Nhiều công việc xây dựng nhà thờ được tiếp tục cho đến thế kỷ 15, theo sau đó là một số chỉnh sửa, thay đổi vào thế kỷ 16 và 17.
Nhà được công nhận là di tích lịch sử quốc gia nam 1931. Vào ngày 28 tháng 7 năm 1994, giáo hoàng Gioan Phaolô II thành lập Tổng giáo phận Mérida-Badajoz, lấy nhà thờ Thánh John Báp tít là nhà thờ chính tòa trung tâm.

## Mô tả
Theo vị trí bên ngoài thành đá, nhà thờ có một vẻ ngoài như một pháo đài, với tường đá, với các tháp vững chắc. Tháp rộng được 11 mét mỗi cạnh và 14 mét chiều cao, chứa 4 phần, vị trí cao nhất là chỗ giữ chuông. Công việc xây dựng ban đầu chứa 2 tháp. Nhà thờ có mặt tiền chính hình chữ nhật đơn giản với một cổng đá cẩm thạch, xây dựng vào năm 1619. Tu viện có phong cách Manueline.